# French Kiss
French Kiss és una comèdia romàntica estatunidenca de Lawrence Kasdan amb Meg Ryan i Kevin Kline, estrenada l'any 1995. Ha estat doblada al català central, i també al valencià per a À Punt.

## Argument
Kate (Meg Ryan), una estatunidenca, professora d'història, viu a Toronto amb el seu futur espòs Charlie (Timothy Hutton), metge. Estan a punt de comprar-se la casa dels seus somnis gràcies, entre altres coses, als diners de Kate. Charlie ha de passar alguns dies a París per un seminari i demana a Kate d'acompanyar-la. Aquesta ho rebutja perquè no pot abandonar el territori canadenc a l'espera de la seva naturalització.
Un vespre, Charlie truca a la Kate des de París per anunciar-li que s'ha enamorat d'una certa Juliette i que no tornarà. Desesperada, Kate supera el seu pànic a l'avió i marxa a París a investigar el seu promès. A l'avió, s'asseu al seu costat Luc (Kevin Kline), un francès xerraire que viu de petites estafes. Luc aprofita un moment que Kate s'ha adormit per col·locar en la seva bossa un cep de vinya embolicat que conté un collaret de diamants, amb la finalitat de passar la duana més tranquil·lament. Kate passa en efecte la duana sense problemes. Quan Luc s'apropa per recuperar el seu paquet, és interpel·lat per un inspector de policia (Jean Reno) que li proposa portar-la a París. Luc ha salvat la vida de l'inspector en el passat, però el vigila de prop perquè dubta encara que Luc estigui a París per «negocis».
Kate arriba en taxi a l'hotel on s'ha allotjat Charlie. El conserge rebutja amb cinisme donar-li el número de l'habitació de Charlie. Quan Kate la veu a la sortida de l'ascensor amb Juliette, ella s'evapora. Bob, el petit lladre (François Cluzet) que estava parlant amb ella ho aprofita per robar la seva bossa i les seves maletes. Luc arriba i conclou que Bob (que coneix) ha pres la bossa que contenia la joia. Marxa amb Kate al pis de Bob però aquest ja ho ha venut tot, llevat del cep de vinya enrotllat al teixit. Kate veu que Luc l'ha utilitzada. Li ho reprotxa a continuació i marxa, sola, sense papers ni equipatge a París, únicament amb la seva bossa. Luc examina la planta, obre el mocador i descobreix que el collaret ja no hi és. Marxa a veure Bob que li assegura que no té cap idea de la història del collaret. Deu doncs ser a la bossa de Kate! En Luc ho investigarà. Kate, mentrestant, intenta en l'ambaixada dels Estats Units i del Canadà obtenir papers per marxar però les seves peticions són rebutjades, ja que no ha d'abandonar el territori. S'assabenta pel conserge de l'hotel que Charlie i Juliette marxen a Canes i decideix a anar-hi. Luc també ho sap però és detingut per l'inspector després de la denúncia de Bob. Però escapa i arriba a pujar al mateix tren que Kate.
Durant el viatge, Kate menja massa formatge i té rampes a l'estómac. Luc i ella baixen a mig camí, en un poble de la Provença que resulta ser el poble natal de Luc. Van a la casa familiar on la família l'acull amb els braços oberts. Kate és feliç de descobrir aquesta nova faceta de Luc. Luc registra discretament la bossa de Kate i no troba el collaret. Decideix, malgrat tot, acompanyar-la a Canes per ajudar-la en la seva reconquesta de Charlie perquè Kate li ha fet veure que persegueix també un somni boig, el de replantar una vinya a la seva regió natal (Luc havia perdut els seus terrenys en el joc). Kate li confessa de cop que té el collaret!
A Canes, l'estratègia és de fer com si res no hagués passat, de caure sobre Charlie i de no suplicar-li, de mostrar-se com independent. Això funciona perquè Charlie queda desconcertat. Charlie i Kate queden el mateix vespre per fixar els detalls materials de la seva ruptura. Charlie s'adona que encara està enamorat de Kate i li demana perdonar-lo però… Kate s'adona que no ja l'estima. Paral·lelament, Luc i Juliette passen la tarda junts i, fent l'amor, Luc murmura «Kate». Juliette marxa.
L'endemà, Kate s'afanya a marxar, però és interpel·lada per l'inspector que li explica que si Luc no torna el collaret, anirà a la presó. Kate convenç Luc que ella anirà a vendre el collaret a Cartier i, a la joieria, li lliura a la policia mentre que Cartier accepta signar-li un xec a canvi de tots els seus deutes. Li dona a Luc que està furiós perquè l'import és inferior al que esperava. Els seus camins se separen. Luc troba l'inspector que lu revela finalment el que Kate acaba de fer per ell. Luc surt a buscar-la i la troba a l'avió. Es confessen el seu amor i es queden finalment a viure a la Provença, entre vinyers.

## Repartiment
- Meg Ryan: Kate
- Kevin Kline: Luc Teyssier
- Timothy Hutton: Charlie
- Jean Reno: Inspector Jean-Paul Cardon
- François Cluzet: Bob
- Susan Anbeh: Juliette
- Marie-Christine Adam: Mare de Juliette
- Jean-Paul Jaupart: Pare de Juliette
- Renee Humphrey: Lilly
- Michael Riley: M. Campbell
- Laurent Spielvogel: Concierge
- Victor Garrivier: Octave
- Elisabeth Commelin: Claire
- Julie Leibowitch: Olivia
- Miquel Brown: Sergent Patton
- Claudio Todeschini: Antoine Teyssier
- Jerry Harte: Herb
- Thomasine Heiner: Mom

## Crítica
"Insulsa comèdia que perd força segons avança. Encara que en principi no arrenca gens malament, va perdent força darrere d'una descarada sensibleria barata, a mesura que avança l'acció"